# Dobsonia viridis
Dobsonia viridis is een vleermuis uit het geslacht Dobsonia die voorkomt op Ambon, de Banda-eilanden, Buru, Ceram, de Kai-eilanden en Mangole in de Molukken (Indonesië). Op de Tanimbar-eilanden komt een nauw verwante, onbeschreven soort voor. Deze soort behoort tot de D. viridis-groep binnen Dobsonia, samen met onder andere D. praedatrix en D. crenulata.
Dobsonia viridis is een middelgrote Dobsonia. Net als andere soorten uit de viridis-groep is de vacht groenachtig van kleur. De kop-romplengte bedraagt 154,8 tot 176,0 mm, de staartlengte 23,1 tot 38,8 mm, de voorarmlengte 110,4 tot 118,6 mm, de tibialengte 51,7 tot 57,2 mm, de oorlengte 21,5 tot 25,5 mm en het gewicht 173 tot 229 g.